# Al-Mukhtar al-Qasim
Al-Mukhtar al-Qasim (muerto 956) fue un imán del estado Zaidi en Yemen, quien mantuvo el poder entre 936 y 956.
Al-Qasim Bin Ahmad era el hijo mayor del imam An-Nasir Ahmad quién murió en 934. La muerte de An-Nasir acompañó a un periodo de turbulencia política interna entre el Zaidí de las tierras altas de Yemen. Su tercer hijo Al-Muntakhab Al-Hasan reclamó el imamato, pero el último hermano grande Al-Mukhtar Al-Qasim tenía contrademandas. Al-Muntakhab murió en 936. Aun así, un hermano más joven llamado Al-Mansur Yahya es reconocido por la historiografía Zaidí como el sucesor legítimo de An-Nasir después de que 934 se mantuviera con la mayoría de los Zaidíes después de la muerte de Al-Muntakhab. En 956, Al-Mukhtar Al-Qasim, que gobernó desde su base de Sa'dah, logró apoderarse del importante centro comercial y político de Saná, el cual hasta la fecha había pertenecido mayoritariamente a la Dinastía rival Yu'firid. Aun así, antes que el año terminara, Al-Mukhtar fue asesinado por un poderoso señor de Hamdan, Muhammad bin ad-Dahhak. Con su muerte, San'a temporalmente volvió a los Yafuridas.